# Montrose (Schiff, 1897)
Die Montrose (I) war ein 1897 in Dienst gestellter Transatlantikdampfer, der zunächst Elder Dempster & Company und ab 1903 der Canadian Pacific Line gehörte. Die Montrose ist besonders für ihre Rolle im Kriminalfall des amerikanischen Arztes Hawley Crippen bekannt, da Crippen nach dem Mord an seiner Ehefrau zusammen mit seiner Geliebten an Bord der Montrose nach Kanada fliehen wollte. Die „Crippen-Affäre“ sorgte 1910 in Großbritannien für große Schlagzeilen. Die Montrose wurde 1914 an die britische Admiralität verkauft und verunglückte noch im selben Jahr auf den Goodwin Sands.

## Das Schiff
Das Dampfschiff Montrose wurde auf der Werft Sir Raylton Dixon and Company im englischen Middlesbrough gebaut und lief dort am 17. Juni 1897 vom Stapel. Das 135,42 Meter lange und 15,85 Meter breite Passagier- und Frachtschiff hatte vier Masten, einen Schornstein, einen Propeller und drei Dampfkessel. Es wurde mit Dreifachexpansions-Dampfmaschinen angetrieben, die 632 nominale Pferdestärken (NHP) leisteten und das Schiff auf bis zu zwölf Knoten beschleunigen konnten. Die Montrose wurde von der britischen Reederei Elder Dempster & Company in Auftrag gegeben, um den Dampfer Assaye (5129 BRT) zu ersetzen, der am 5. April 1897 bei Seal Island in der Bay of Fundy verunglückt war.
Die Montrose war zunächst hauptsächlich als Frachtschiff vorgesehen und hatte nur für zwölf Passagiere Erster Klasse Platz. Ihr folgten vier baugleiche Schwesterschiffe, die Montcalm (1897), die Monterey (1898), die Montford (1898) und die Monteagle (1898). Im September 1897 wurde die Montrose fertiggestellt und ging noch im selben Monat auf Jungfernfahrt von Middlesbrough nach Quebec und Montreal. Am 29. Oktober 1897 lief sie erstmals von Avonmouth nach Montreal aus und am 14. März 1900 legte sie zur ersten von insgesamt acht Fahrten von Liverpool nach Kapstadt als Truppentransporter im Burenkrieg ab. Im Jahr 1901 erhöhte sich ihre Tonnage von ursprünglich 5440 BRT auf 7094 BRT.
Im April 1903 wurden die Montrose und ihre Schwesterschiffe an die Canadian Pacific Line, die Dampfschifffahrtsabteilung der Canadian Pacific Railway, verkauft. Die Montrose wurde erneut umgebaut, um die Passagierkapazität zu erhöhen. Fortan war auf dem Schiff Platz für 70 Passagiere der Zweiten und 1800 der Dritten Klasse. Am 20. April 1903 legte der Dampfer zu seiner ersten Fahrt für die Canadian Pacific Line von Liverpool nach Quebec und Montreal ab. Am 7. April 1904 startete die Montrose zu ihrer ersten Überfahrt auf der Route London–Antwerpen–Saint John. Am 28. Mai 1904 lief sie erstmals von London über Antwerpen nach Quebec und Montreal aus.
Im darauf folgenden Jahr verringerte sich durch erneute Umbauten die Tonnage auf 6278 BRT. 1911 fanden weitere Modernisierungen statt, durch die sich die Tonnage wieder auf 7207 BRT erhöhte. Am 28. Oktober 1914 wurde die Montrose an die britische Admiralität verkauft, die sie in Dover als Blockschiff verwenden wollte. Sie wurde bereits mit großen Kränen ausgestattet, von denen Torpedonetze herabgelassen werden sollten. Außerdem wurde der Rumpf mit Zement gefüllt. Am 20. Dezember 1914 riss sich das Schiff jedoch bei stürmischem Wetter aus seiner Verankerung und driftete in Richtung der Goodwin Sands in der Mündung der Straße von Dover. Dort lief es bei South Sand Head in der Nähe des East Goodwin-Feuerschiffs auf der Position 51.14.56N, 01.34.12E auf Grund und zerbrach in zwei Teile.

## Der Crippen-Zwischenfall

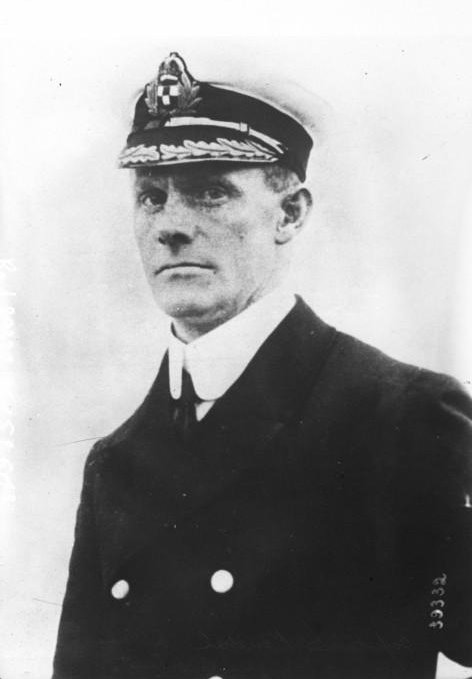
Henry George Kendall (1874–1965), Kapitän der Montrose

Am 20. Juli 1910 gingen in Antwerpen der gesuchte Mörder Hawley Crippen und seine Geliebte Ethel Le Neve unter falschem Namen an Bord der Montrose, um aus Europa zu fliehen und in Kanada ein neues Leben anzufangen. Crippen hatte in der Nacht zum 1. Februar 1910 seine Ehefrau Cora Turner Crippen im gemeinsamen Haus in London im Streit  umgebracht und die Leiche im Keller vergraben. Seitdem war er mit seiner Geliebten auf der Flucht. Sie gingen verkleidet als Vater-Sohn-Gespann unter dem Namen „Mr. John Philo Robinson und Sohn“ an Bord (die zierliche Ethel Le Neve hatte sich als junger Mann verkleidet). Da auf dieser Fahrt nur 20 Kajütpassagiere an Bord waren, fielen die beiden von Anfang an aufgrund ihrer unglaubwürdigen Inszenierung auf.
Der Kapitän der Montrose, der 36-jährige Henry George Kendall (später Kapitän der Empress of Ireland), wurde per Telegramm über die Vorgänge informiert. Crippen und Le Neve wurden per Steckbrief von Scotland Yard gesucht und beherrschten seit Wochen die britischen Schlagzeilen. Kendall verglich Fotografien aus Zeitungsveröffentlichungen mit den beiden Verdächtigen und lud „Mr. Robinson“ und seinen „Sohn“ an den Kapitänstisch ein, wo er sich endgültig von der Identität der beiden Personen überzeugte.
Da 250 Pfund Sterling als Belohnung für die Ergreifung von Crippen und Le Neve ausgesetzt waren, handelte Kendall umgehend.  Am 22. Juli 1910 ließ er folgenden Funkspruch senden, der an den Dampfschiffmanager der Canadian Pacific Line in Liverpool, Arthur Piers, weitergeleitet wurde:

„15.00 MGZ, Freitag, 130 Meilen West Lizard – Habe starken Verdacht, dass Crippen, der Londoner Kellermörder, und Komplizin unter den Kajütspassagieren sind. Hat Schnurrbart abrasiert – lässt Bart wachsen. Komplizin als Junge verkleidet. Stimme und Figur aber zweifellos die einer Frau. Reisen als Mr. Robinson und Sohn… Kendall“

Piers reichte die Nachricht an die Liverpooler Polizei weiter, die sie wiederum Scotland Yard zukommen ließ. Walter Dew, Detective Chief Inspector von Scotland Yard, der schon nach Jack the Ripper gesucht hatte, ging daraufhin in Liverpool an Bord der Laurentic der White Star Line, um nach Quebec zu reisen und Crippen festzunehmen. Die Laurentic war mit einer Höchstgeschwindigkeit von 17 Knoten wesentlich schneller als die Montrose und holte diese bereits am 27. Juli auf dem Atlantik ein. Zwei Tage später erreichte die Laurentic die Hafenstadt Pointe-au-Père bei Quebec, die Montrose traf erst am 31. Juli um 07.30 Uhr morgens dort ein. Dew und zwei weitere Polizeibeamte ließen sich als Zivilpersonen verkleidet in einem Beiboot zur Montrose rudern und nahmen Crippen auf dem Promenadendeck fest. Ethel Le Neve wurde kurz darauf in ihrer Kabine verhaftet.
Kapitän Kendall ließ in Pointe-au-Père 40 Reporter an Bord, die die beiden Festgenommenen aber nicht interviewen durften. Anschließend dampfte die Montrose nach Quebec und Montreal weiter. Crippen und Le Neve wurden nach Großbritannien ausgeliefert, trafen am 20. August 1910 an Bord der Megantic in Liverpool ein und wurden im Oktober 1910 verurteilt.